# Daňkův palác
Daňkův palác je dvoupatrová novorenesanční budova na nároží ulic Opletalova a Růžová na adrese Praha l, Nové Město, Opletalova 19, čp. 1441 a Růžová 18, čp. 1441.

## Historie
Pozemek, na kterém stojí palác byl součástí pásma gotických hradeb Nového Města, až v roce 1858 byly pozemky rozděleny na stavební parcely. První majitel Jan Gustav Pilz pozemek prodal pražskému obchodníkovi Wilhelmu Herrmannovi Marbachovi a ten nechal na pozemku postavit podle návrhu architekta Josefa Turby dvoupatrový reprezentativní palác. Roku 1872 koupil palác Čeněk Daněk, zakladatel karlínské strojírny, která se později stala součástí ČKD. V témže roce byla na dvoře postavena konírna a kolna. Palác zůstal v rodinném majetku do roku 1946. Na přelomu 80. a 90. let 20. století v budově sídlil Prognostický ústav Československé akademie věd. V současné době jsou v budově, která je v majetku Hlavního města Prahy, soukromé byty, restaurace, úřadovna oblastního ředitelství Městské policie pro Prahu 1 a další kanceláře.

## Interiér
V interiérech budovy v prvním a druhém patře se zachovaly původní štukem zdobené stropy, zbytky nástěnných maleb, obklady stěn a krby. Nejbohatší výzdoba je v prvním poschodí v hlavním sálu a nárožní místnosti.

## Fotogalerie

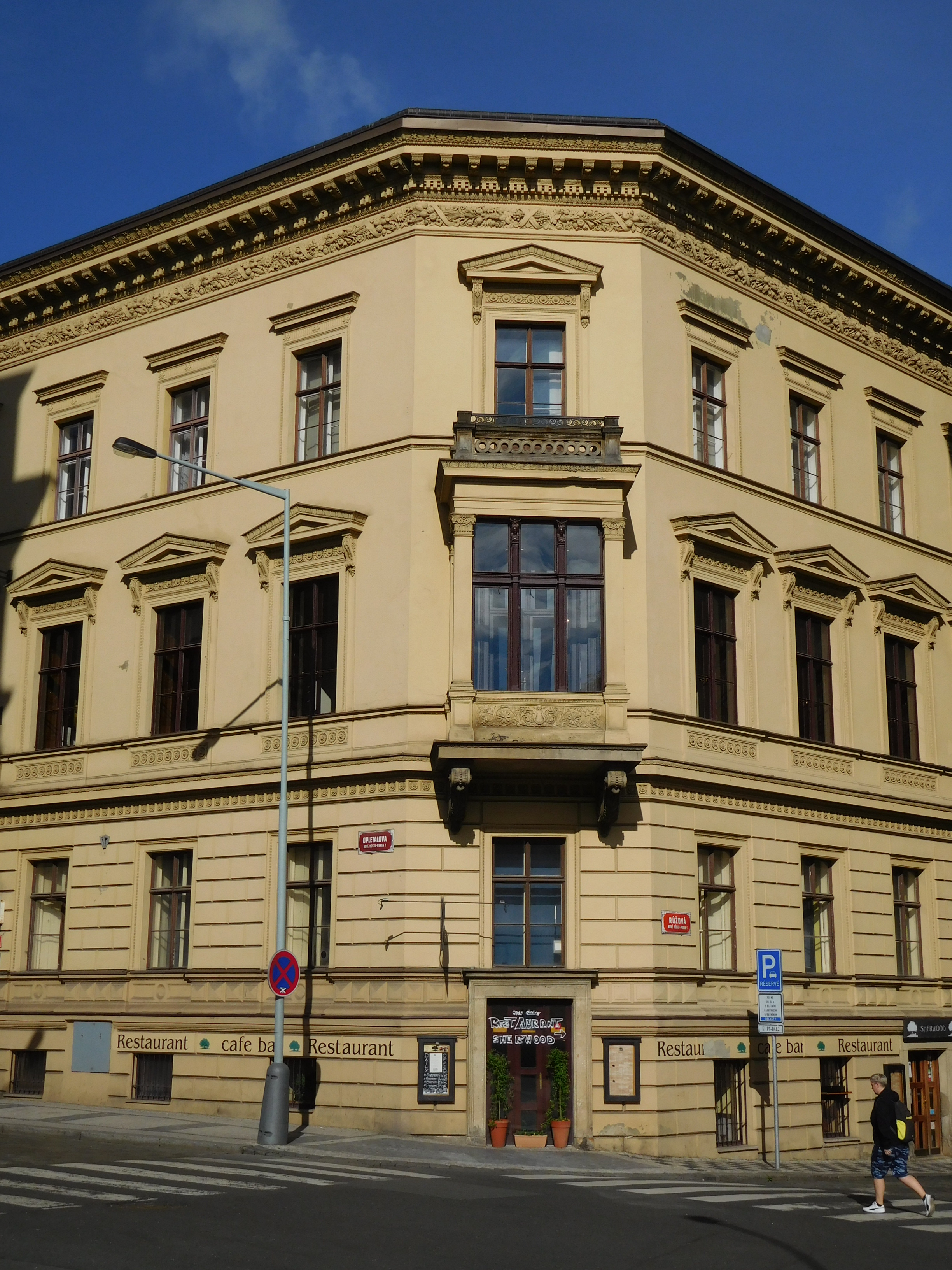
Nároží
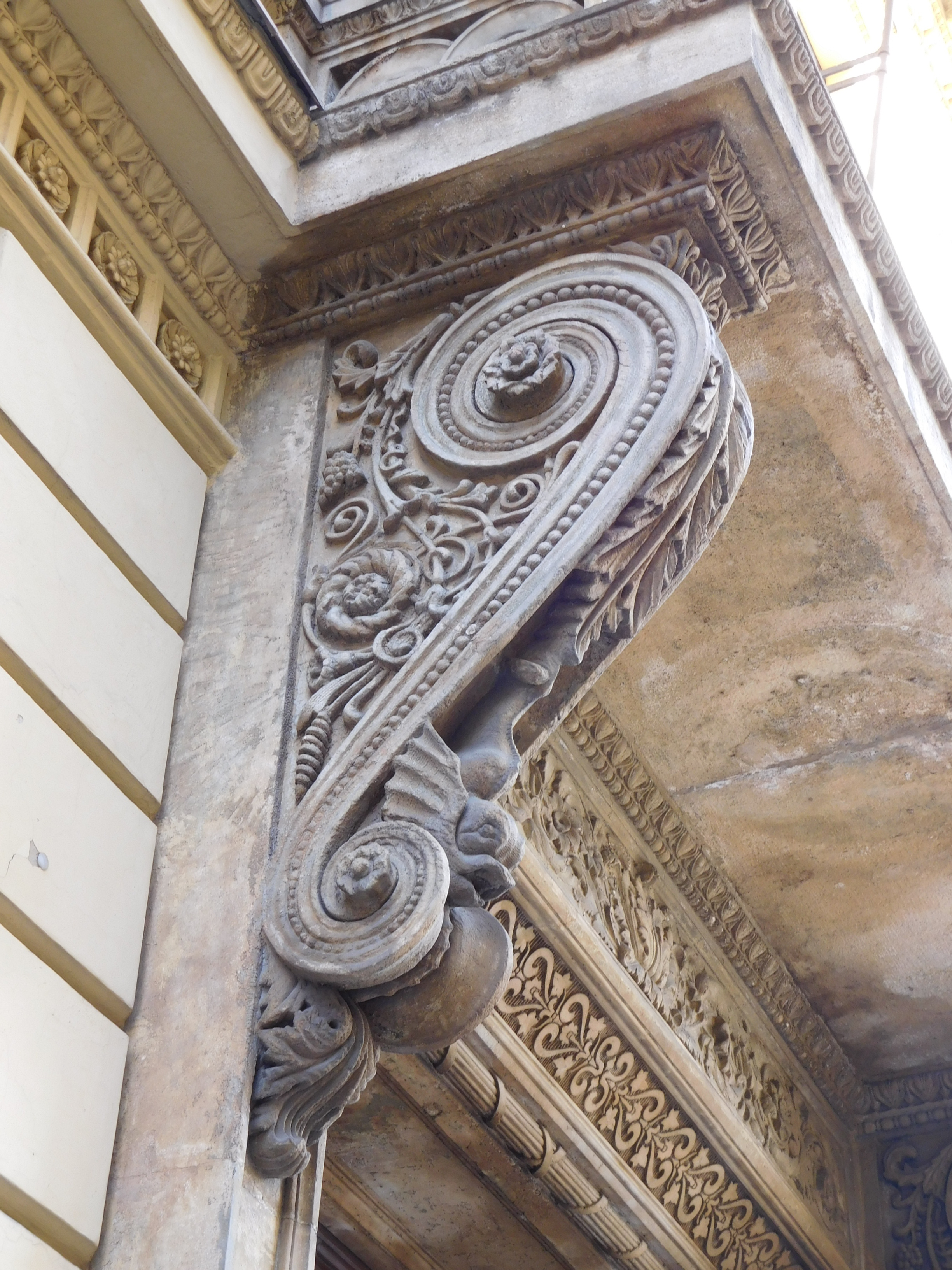
Detail konzoly pod balkónem
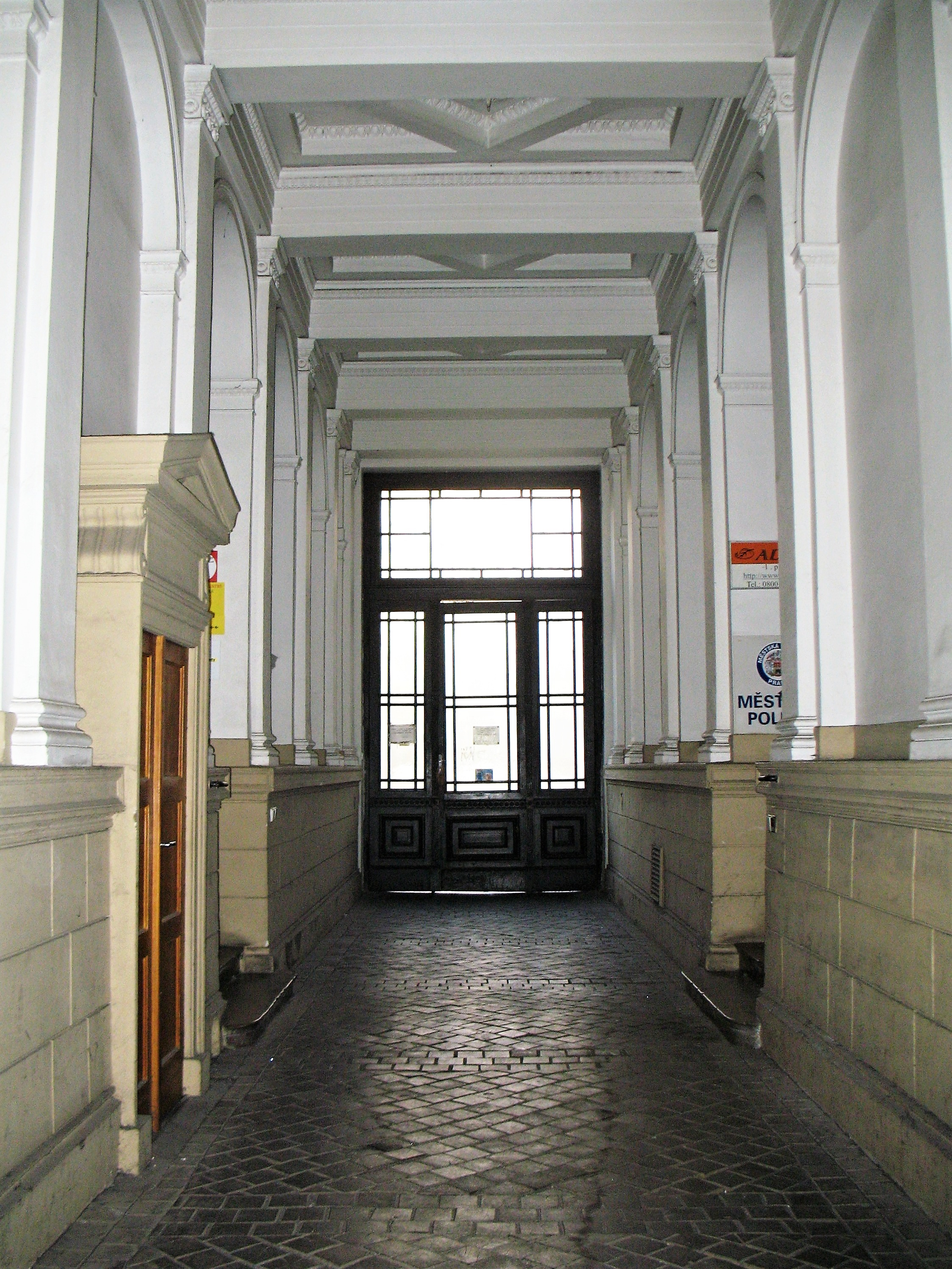
Vstupní chodba
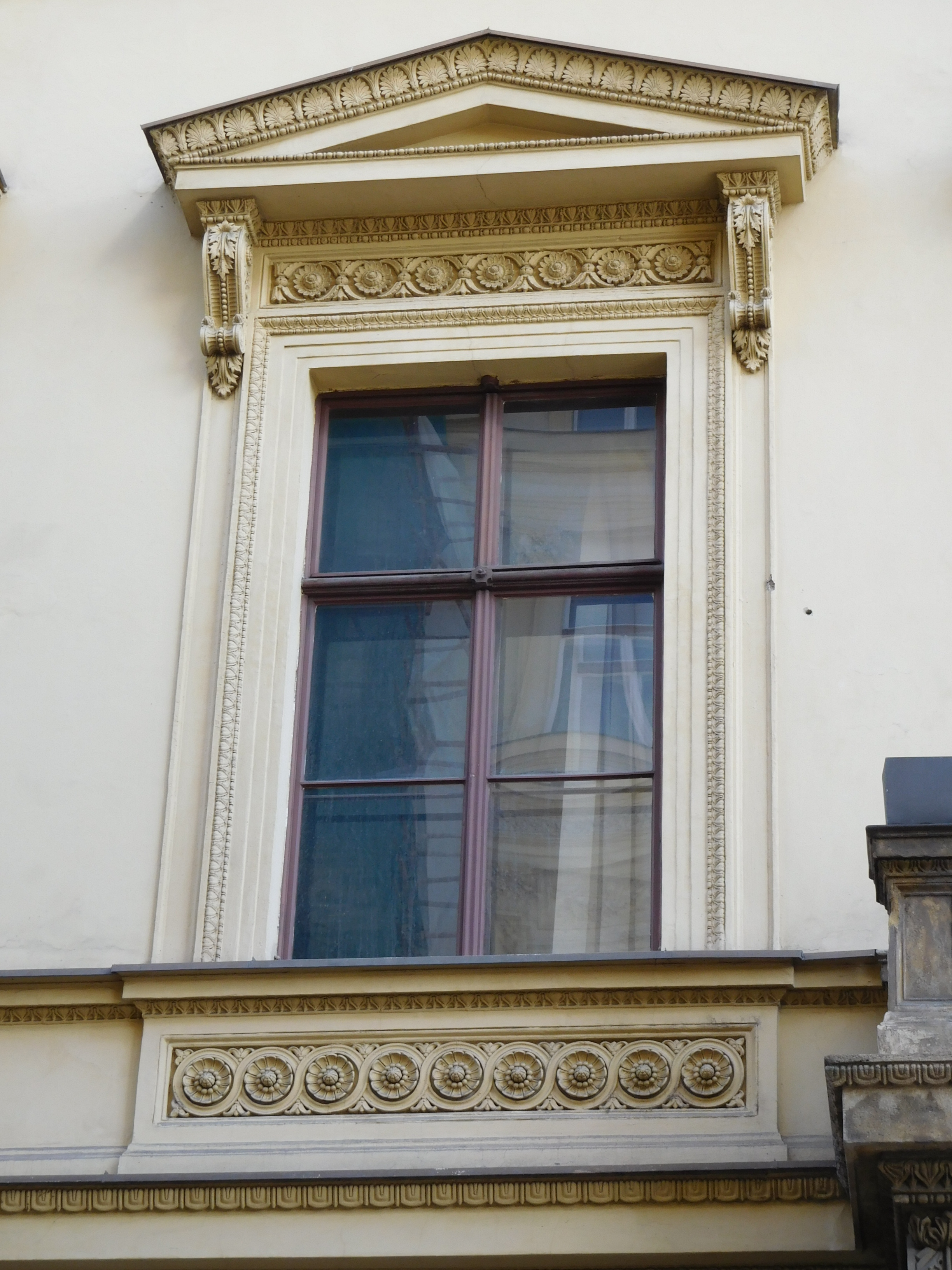
Detail výzdoby okna
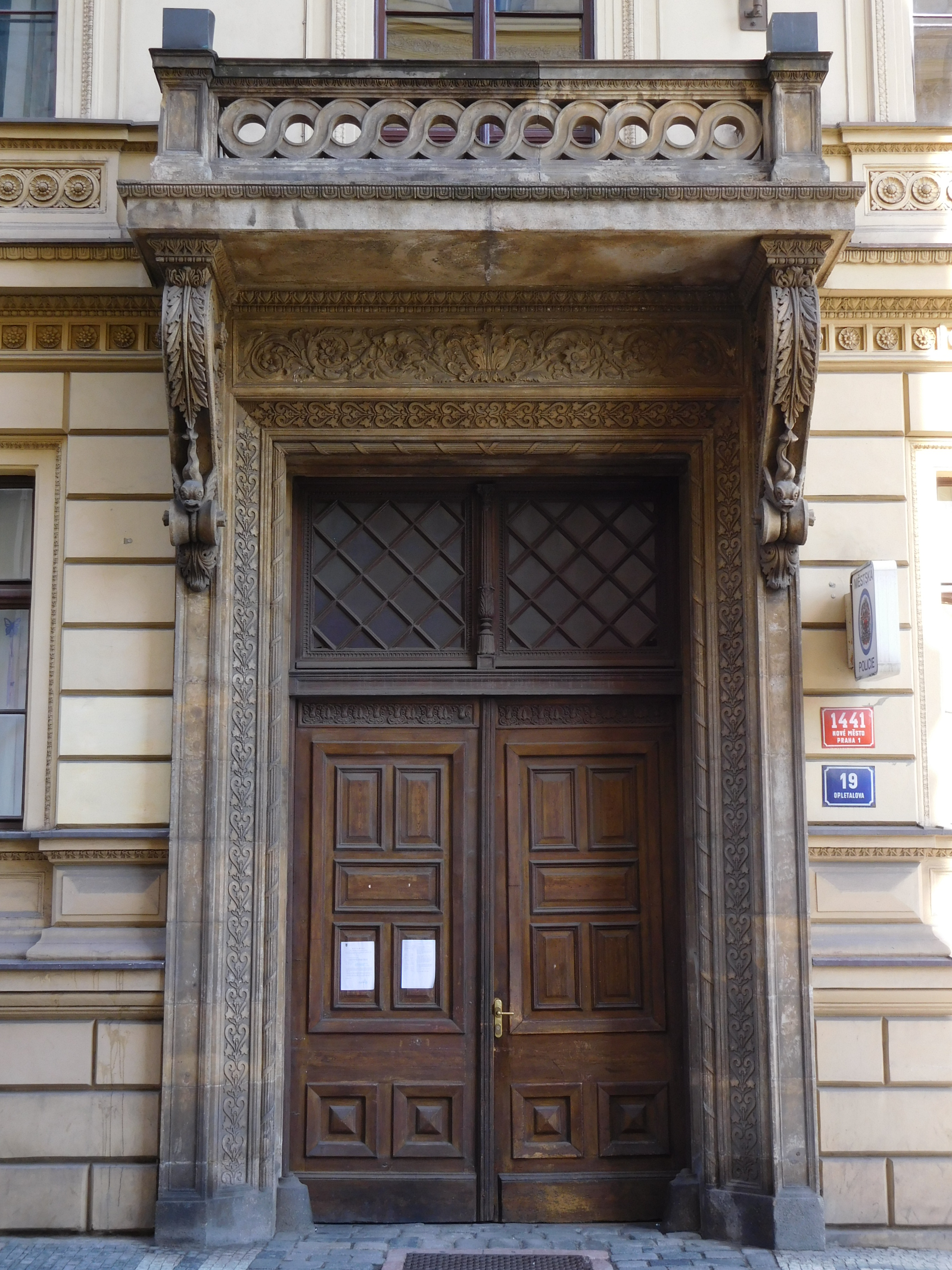
Portál